# Jan Józef Lipski

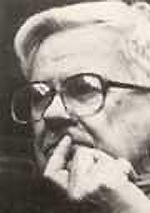
Jan Józef Lipski

Jan Józef Lipski (* 25. Mai 1926 in Warschau; † 10. September 1991 in Krakau) war ein polnischer Literaturkritiker und Literaturhistoriker, politischer Oppositioneller vor 1989 und Mitglied des polnischen Senats von 1989 bis 1991. Er war Mitbegründer des Komitees zur Verteidigung der Arbeiter, Mitglied der Verwaltung der „Solidarność“-Gewerkschaft in der Region Masowien, Mitglied der „Kopernikus“-Freimaurerloge, Vorsitzender der verbotenen Polnischen Sozialistischen Partei im Untergrund (1987–1989).

## Leben
Lipskis Vater, der aus der Szlachta, dem polnischen Kleinadel, stammte, war Diplomingenieur und Direktor einer Berufsschule. Vor dem Zweiten Weltkrieg war der Sohn Mitglied der polnischen Pfadfinder. Im Sommer 1939 wurde er Schüler des Stanisław-Staszic-Gymnasiums in Warschau. Da die deutschen Besatzer im Zweiten Weltkrieg alle höheren Lehreinrichtungen für Polen geschlossen hatten, nahm er am Schulunterricht im Untergrund teil, der von der Widerstandsbewegung organisiert wurde. 1942 wurde er Mitglied der „Szare Szeregi“ (deutsch: Graue Reihen), der polnischen Pfadfinderbewegung im Untergrund. Seine Eltern versteckten damals mehrere jüdische Mitbürger. Lipski nahm an einigen Sabotageaktionen teil. Er wurde Kämpfer des Warschauer Aufstandes und geriet in Gefangenschaft, aus der er fliehen konnte.
Nach dem Krieg machte er 1946 das Abitur und begann ein Studium der Polonistik an der Warschauer Universität. Noch als Student schrieb er Artikel in literarischen Zeitschriften. Als ehemaliger Soldat der Heimatarmee wurde er vom Sicherheitsdienst bespitzelt. 1952 wurde er Redakteur in der Staatlichen Verlagsanstalt (Państwowy Instytut Wydawniczy).

### Dissident
Nach dem Polnischen Oktober 1956 wurde er Mitglied und von 1957 bis 1959 Vorsitzender des Diskussionsklubs „Klub Krzywego Koła“ („Klub des Krummen Kreises“). Seit 1957 unterhielt er Kontakte zur von polnischen Emigranten in Paris herausgegebenen Monatszeitschrift Kultura. 1959 wurde er von der Staatlichen Verlagsanstalt entlassen. Ihm wurde unter anderem vorgeworfen, Verse des emigrierten Dichters Czesław Miłosz an der Zensur vorbei gedruckt zu haben. Von 1960 bis 1961 fand er eine Anstellung im Wochenblatt für Bauern „Gromada - Rolnik Polski“. Seit 1961 war er Herausgeber der Werke von Gabriela Zapolska und Jan  Kasprowicz. Er organisierte Hilfe für verfolgte Oppositionelle. Nach der Liquidierung des Diskussionsklubs „Klub Krzywego Koła“ wurde er 1961 Mitglied der „Kopernikus“-Freimaurerloge und war von 1962 bis 1981 und von 1986 bis 1988 deren Vorsitzender. 1965 erhielt er die Doktorwürde aufgrund der Abhandlung über das Schaffen von Jan Kasprowicz. Seine Habilitation 1975 wurde von den Behörden zunächst nicht genehmigt und erst 1981 freigegeben. Er sammelte Spenden für den Hilfsfonds für verfolgte Oppositionelle und ihre Familienmitglieder.
Nach dem 1968 erfolgten Ausschluss der Studenten Adam Michnik und Henryk Szlajfer von der Warschauer Universität unterschrieb er gemeinsam mit polnischen Intellektuellen einen an den Rektor der Hochschule gerichteten Protestbrief. Im Dezember 1975 initiierte er den Protestbrief gegen die Änderung des Grundgesetzes, die die Volksrepublik Polen in einen Vasallenstaat der UdSSR verwandelte.
Nach den Arbeiterprotesten 1976 gehörte er zu den Gründern des Komitees zur Verteidigung der Arbeiter (KOR), das umgehend vom Regime für illegal erklärt wurde. Vom 9. Mai bis 8. Juni 1977 war er in Haft. Wegen einer schweren Herzkrankheit wurde er im Januar 1978 in London operiert, nutzte jedoch den Aufenthalt auch zur Anknüpfung der Kontakte mit der polnischen Exilregierung. 1980 wurde er Mitglied der „Solidarność“-Gewerkschaft. Nach der Einführung des Kriegsrechtes am 13. Dezember 1981 nahm er am Streik der Belegschaft der Ursus-Traktorenwerken teil. Er wurde festgenommen und wegen seiner Herzkrankheit in ein Gefängniskrankenhaus eingeliefert. Im März 1982 wurde er freigelassen. Überraschend bekam er die Erlaubnis, zur ärztlichen Behandlung nach Großbritannien auszureisen.
Der polnische Exilverlag Aneks in London gab im Sommer 1982 Lipskis Monographie über KOR heraus. Im September kehrte er aus London nach Warschau zurück, um sich den Behörden zu stellen. Er wurde unmittelbar nach seiner Rückkehr als KOR-Aktivist verhaftet. 1984 kam er aufgrund einer Amnestie aus dem Gefängnis frei. Er nahm sofort Kontakt zu den Untergrundstrukturen der verbotenen Demokratiebewegung auf, mehrmals wurde er verhaftet. Im November 1987 wurde er Vorsitzender der neu gegründeten illegalen Polnischen Sozialistischen Partei. Bei den ersten teilweise freien Wahlen während der Volksrepublik Polen am 4. Juni 1989 wurde er auf der Liste der Solidarność in den Senat, das Oberhaus des polnischen Parlaments, gewählt.

### Politische Positionen
Lipski sah im kommunistischen System, das sich in der Sowjetunion herausgebildet hatte, einen Verrat an den Ideen des Sozialismus. Das sowjetische Kommunismus-Modell vereine Grundzüge des Kapitalismus und des Imperialismus. Sozialismus könne nur auf der Basis von Freiwilligkeit funktionieren, die Parteiregime aber verletzten nach seinen Worten grundlegende Menschenrechte. Nach der politischen Wende von 1989 warf er auch den Postkommunisten vor, den Begriff „sozialdemokratisch“ zu verwenden, aber die Ideen der Sozialdemokratie zu missachten. Mit Gleichgesinnten, darunter Karol Modzelewski, gründete er eine neue Partei mit dem Namen Solidarność der Arbeit, aus der die gewerkschaftlich orientierte Arbeitsunion hervorging.
Obwohl er die Schrecken der deutschen Besatzung im Zweiten Weltkrieg erlebt hatte, engagierte sich Lipski im deutsch-polnischen Dialog. In seinem langen Essay „Zwei Vaterländer – Zwei Patriotismen. Bemerkungen zum nationalen Größenwahn und zur Xenophobie der Polen“ (Dwie ojczyzny – dwa patriotyzmy), den er 1981 in der polnischen Exilzeitschrift Kultura veröffentlichte, setzte er sich als erster polnischer Publizist ausführlich mit moralischen Aspekten der Vertreibung der Deutschen aus den Gebieten östlich von Oder und Neiße nach dem Zweiten Weltkrieg auseinander. Darin heißt es zu dem Argument, dass die Vertreibung Folge der deutschen Verbrechen im Krieg gewesen sei: „Das uns angetane Böse, auch das größte, ist aber keine Rechtfertigung und darf auch keine sein für das Böse, das wir selbst anderen zugefügt haben.“ Lipski wurde für diesen Essay von der der kommunistischen Zensur unterliegenden Presse angegriffen. Ebenso stieß sein Vorstoß von 1989 auf Kritik, die deutschen Vertriebenen nicht länger aus dem deutsch-polnischen Dialog auszuschließen.
1983 warf Rudolf Augstein, der Chefredakteur des Spiegels, dem polnischen Papst Johannes Paul II. vor, durch seine Unterstützung für die verbotene Gewerkschaft Solidarność „eine friedensbedrohende Politik“ zu betreiben. Augstein kritisierte, dass der Papst die sowjetische Herrschaft über Osteuropa in Frage stellte: „Den Sowjets (…) wird angesonnen, ihr polnisches Glacis, von dem ihnen wahrlich Gefahr gedroht hat und droht, kampflos aufzugeben.“ Lipski verfasste daraufhin auf Deutsch einen Leserbrief an den Spiegel, in dem er feststellte: „Aus dem Artikel von Herrn Augstein erfahren wir, dass die Polen übergeschnappt sind: Sie verlangen nach Freiheit.“ Der Leserbrief wurde allerdings nicht abgedruckt, er erschien lediglich in polnischer Übersetzung in Kultura.
Obwohl Lipski sich selbst als Agnostiker bezeichnete, sah er die christliche Ethik als eines der Fundamente des modernen Europas. Doch sprach er sich nach dem Ende des Parteiregimes dagegen aus, christliche Symbole in staatliche und kommunale Wappen zu übernehmen, Staat und Kirche müssten streng getrennt sein.
Jadwiga Kaczyńska, die Mutter von Jarosław und Lech Kaczyński, stellte die 2001 erschienene Bibliographie der Werke Lipskis für den Verlag der Polnischen Akademie der Wissenschaften zusammen.

### Ehrungen
Er erhielt 1984 die Ehrendoktorwürde der Universität Paris-Nanterre. Staatspräsident Lech Wałęsa zeichnete ihn 1991 postum mit dem Großkreuz des Polonia-Restituta-Ordens aus und 2006 Staatspräsident Lech Kaczyński mit dem Orden des Weißen Adlers.

## Schriften
- Wir müssen uns alles sagen. Essays zur deutsch-polnischen Nachbarschaft. Verlag Wydawnictwo Polsko-Niemieckie, 1998, ISBN 83-86653-02-7.
- Zwei Vaterländer – Zwei Patriotismen (PDF; 107 kB)